# Hydrostachys
Hydrostachyaceae é uma família de plantas angiospérmicas (plantas com flor - divisão Magnoliophyta), pertencente à ordem Cornales.
O grupo representa cerca de 20 espécies, todas classificadas no género Hydrostachys, de plantas aquáticas, perenes ou anuais, oriundas das zonas tropicais de África e Madagascar
São plantas aquáticas, perenes, tuberosas com folhas submersas, simples ou compostas, quando se dividem são bipinadas. As flores agrupam-se densamente em inflorescências. Os frutos são cápsulas com numerosas sementes.

## Lista de espécies
Segundo o NCBI:
- género Hydrostachys
  - Hydrostachys angustisecta
  - Hydrostachys imbricata
  - Hydrostachys insignis
  - Hydrostachys multifida
  - Hydrostachys plumosa
  - Hydrostachys polymorpha
  - Hydrostachys sp. 'Bremer 3089'
  - Hydrostachys sp. Hansen 1993